# Green New Deal

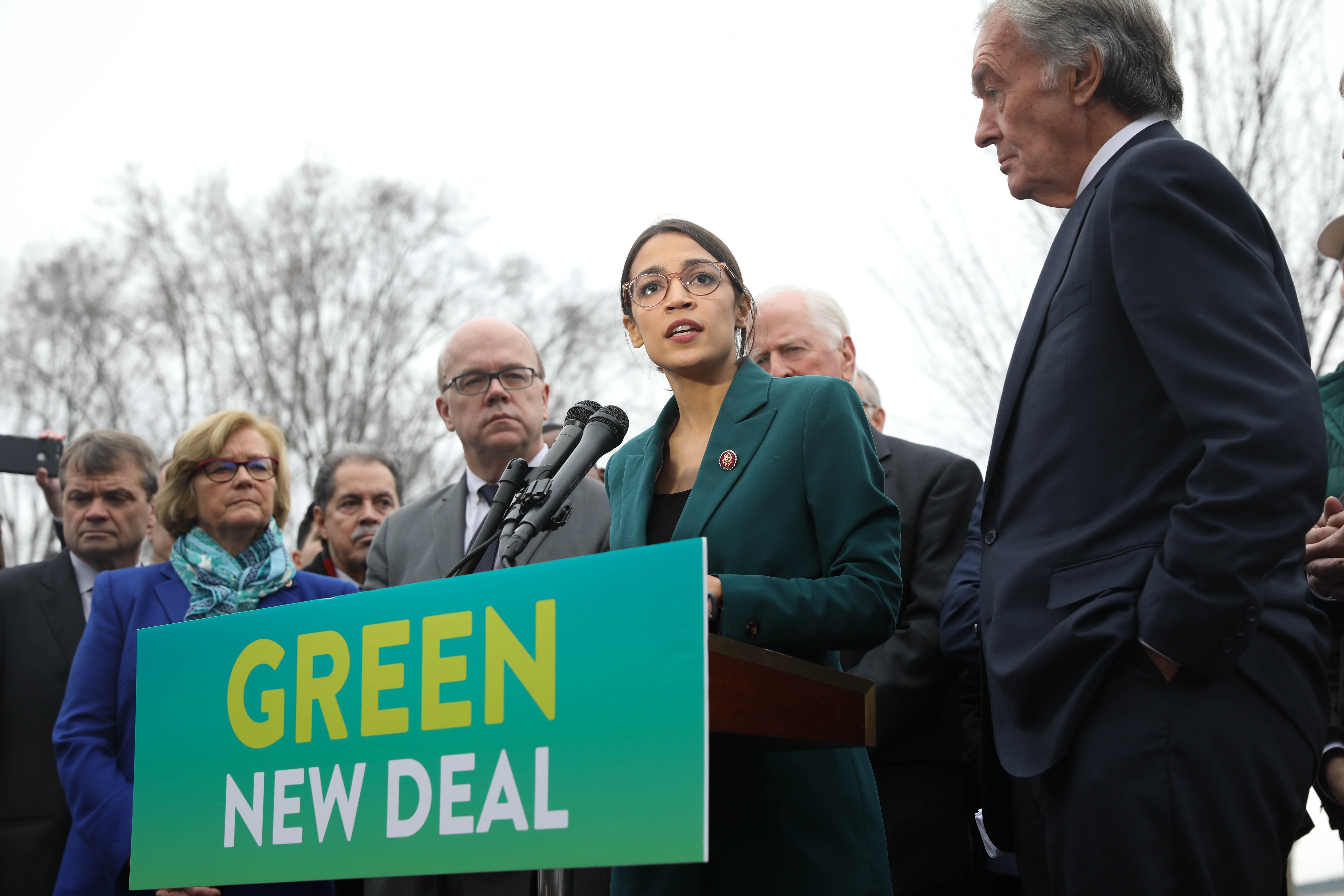
Alexandria Ocasio-Cortez e Ed Markey, redatores da resolução para o Green New Deal.

O Green New Deal (em português, novo acordo verde ou novo trato verde) é uma série de propostas económicas para ajudar a combater as alterações climáticas e a desigualdade económica. O seu nome refere-se ao New Deal, conjunto de programas económicos aplicados pelo Presidente dos Estados Unidos Franklin D. Roosevelt para combater a Grande Depressão. O Green New Deal combina a abordagem económica de Roosevelt com ideias modernas, como a energia renovável e eficiência de recursos.
No 116º Congresso dos Estados Unidos, o conjunto de propostas foi transposto para a Resolução 109 da Câmara dos Representantes dos Estados Unidos e a Resolução 59 do Senado, patrocinado pela Representante Alexandria Ocasio-Cortez (D-NY) e pelo Senador Ed Markey (D-MA). A 25 de março de 2019, a resolução de Markey não avançou no Senado dos Estados Unidos por uma margem de 0-57, com a maioria dos democratas do Senado votando "presentes" em protesto à votação, devido ao facto dos republicanos terem pedido uma votação antecipada da resolução sem permitir a discussão ou o testemunho de especialistas.

## Resolução 109 da Câmara dos Representantes dos Estados Unidos
A Resolução 109 da Câmara dos Representantes dos Estados Unidos começa por se basear no relatório especial do Painel Intergovernamental sobre Mudanças Climáticas publicado em 2018 para estudar os impactos de um aquecimento global de 1,5 °C, o Aquecimento global de 1,5 ºC e no Quarto Relatório de Avaliação, para reconhecer a ação do Homem sobre as alterações climáticas, fazendo uma série de referências às consequências das mesmas nos próximos anos, como o declínio contemporâneo da biodiversidade mundial, a elevação do nível dos mares, o estresse ambiental e as migrações em massa, como também referir algumas das soluções preconizadas nesses relatórios, como a redução de emissões de gases com efeito de estufa provenientes de fontes humanas de 40 a 60%, a partir dos níveis de 2010, até 2030, reconhecendo também a contribuição dos Estados Unidos para a emissão de gases de efeito estufa. A Resolução também refere as consequências da Crise económica de 2007–2008.

### Propostas
Algumas das propostas preconizadas incluem:
- Transição dos Estados Unidos para energia 100% renováveis e com emissões zero de carbono[10]
- Garantia de emprego[10]
- Criação de emprego público[10]
- Saúde universal[10]
- Treinamento de qualidade[10]
- Ensino público de qualidade, incluindo educação superior[10]
- Investimento público[10]
- Investimentos em carros elétricos e sistemas ferroviários de alta velocidade[10]
- Instituição de um Imposto de carbono[10]
- Aumento do salário mínimo[10]
- Prevenção de monopólios[10]
- Licença-maternidade, férias laborais e fundo de pensão[10]
- Política habitacional que conceda casas a preços acessíveis, seguras e adequadas[10]
- Segurança económica[10]
- Acesso a água potável, ar limpo, saúde e comida de qualidade e natureza[10]
- Adaptar a infraestrutura existe no país para alcançar a máxima eficiência energética, eficiência hídrica, segurança, acessibilidade, conforto e durabilidade, inclusive por eletrificação[10]
- Eliminar a poluição e as emissões de gases de efeito estufa do setor dos transporte[10]
- Eliminar a poluição e as emissões de gases de efeito estufa do setor agrícola[10]